# Hugo Jungner
Daniel Hugo Teodor Jungner, född 11 december 1881 i Jungs församling, Skaraborgs län, död 29 februari 1940 i Stockholm, var en svensk lektor och runolog. Han var bror till Emil Jungner.
Jungner avlade 1907 teologie kandidatexamen. Han disputerade 1922 på avhandlingen Gudinnan Frigg och Als härad. Under sin tid som rektor vid Umeå läroverk 1925–1930 tillhörde han stadens stadsfullmäktige och var vice ordförande i Västerbottens läns hembygdsförening. 1929 blev han lektor i kristendomskunskap vid Nya elementarskolan i Stockholm. Som runolog inriktade han sig främst på sin hembygds runinskrifter och han var redaktör för band 5 av Sveriges runinskrifter, "Västergötlands runinskrifter", som publicerades 1940. Åren 1939–1940 var han ordförande för Sveriges Religiösa Reformförbund.
Jungner blev 1938 korresponderande ledamot av Vitterhetsakademien.